# Micropoble

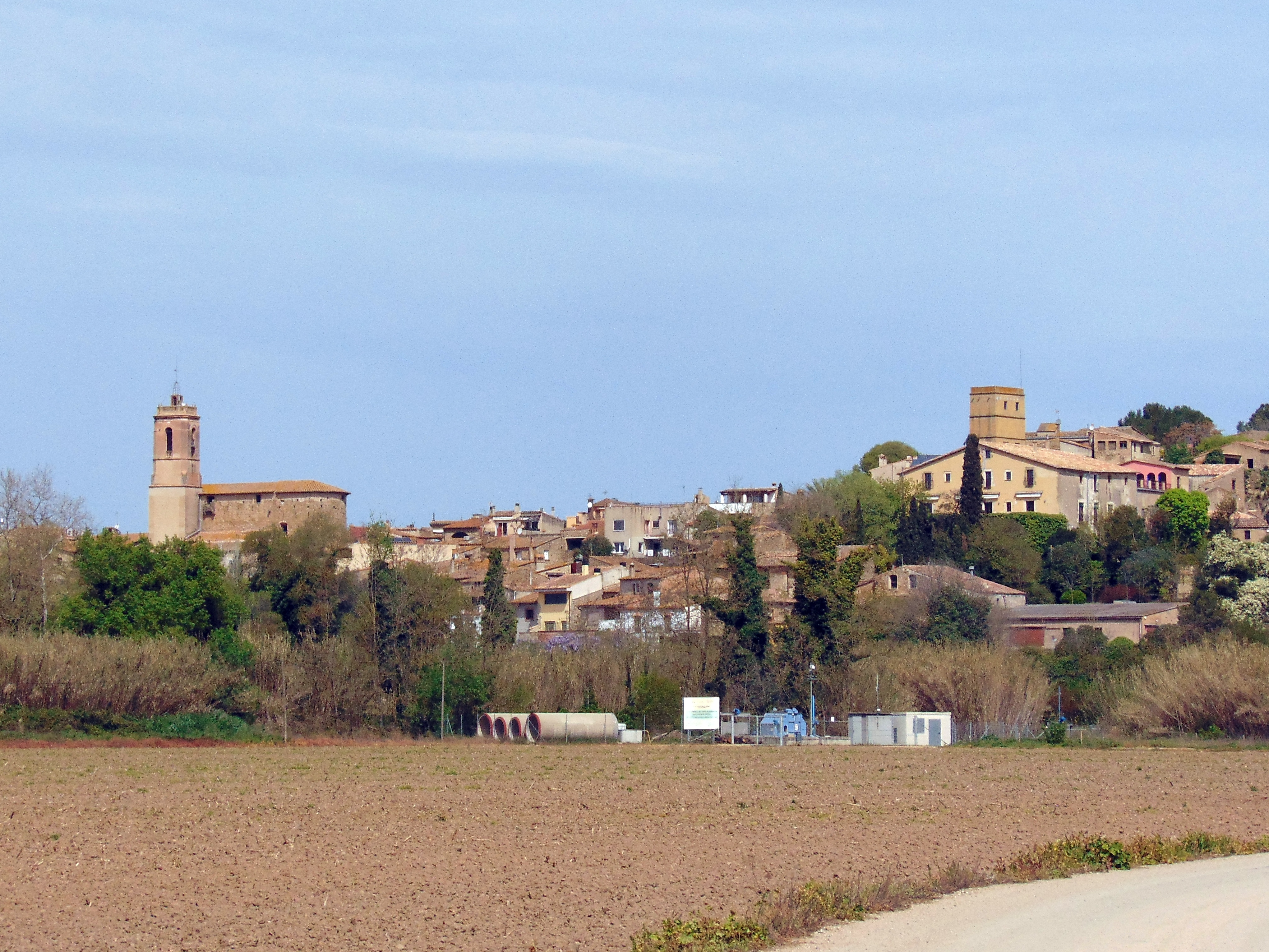
Colomers, microvila emblemàtica

Un micropoble o microvila és un municipi amb menys de 500 habitants. Són gairebé sempre una conseqüència de l'èxode rural que ha començat al segle xix per la progressiva mecanització agrícola. La despoblació comporta múltiples efectes socials, econòmics i culturals: envelliment, fugida de joves que no hi troben perspectives ni lleure, reducció de serveis socials, sanitaris, educatius, bancaris així com la descura de les propietats agrícoles, forestals i, fins i tot, del patrimoni natural, immobiliari i monumental.
La particularitat n'és que la mida dels problemes hi és inversament proporcional amb els recursos: personal disponible i ingressos fiscals. Per connectar a l'internet, per exemple, un centenar d'habitants d'un disseminat pirinenc, cal molts més quilòmetres de cable que per connectar el mateix nombre d'habitants d'un sol immoble de pisos a, diem, el centre urbà de València. Una empresa privada, mai no obtindrà un raonable retorn de la inversió, segons les regles del mercat lliure i del capitalisme. Per aquesta raó, no ho fan, i la desconnexió (sigui viària o telemàtica) pot engegar un cercle viciós de despoblació i de baixa de recursos. Una despoblació que ràpidament posa en perill el manteniment del patrimoni monumental i natural. Un micropoble tampoc sovint no té els recursos per mantenir, per exemple, els camins cap a un grapat de masos aïllats. Mutatis mutandis és el mateix per qualsevol servei essencial: escola, atenció primària, comerç de proximitat, transport públic…
Quan els governs actuen i llencen programes, obliden que els micropobles no tenen el personal per redirigir les carpetes administratives per obtenir les subvencions. «El barcelonacentrisme a l’hora de la presa de decisions que afecten el territori és un clàssic.» De vegades condueix a situacions absurdes, quan un govern central decreta, per exemple, un confinament municipal en cas de pandèmia, «igual per a tots» que el municipi sigui Barcelona amb més d'un milió i mig d'habitants o sigui Torrebesses on no hi ha cap servei ni farmàcia ni res: «les normes es fan des d'on es fan i no es tenen en compte les diferents realitats».
El 2008, un grup de batlles van decidir crear l'Associació de micropobles de Catalunya per defensar els interessos i els problemes particulars, davant els polítics i una administració central, establert en oficis urbans i metropolitans, ignorant les particularitats de pobles petits. De 2017 a 2020 la Universitat Autònoma de Barcelona (UAB) conduir el programa de recerca «Hamlets. Immigració i desenvolupament sostenible als micropobles».

## Catalunya
El 2019 n'hi havia 337 a Catalunya, sigui una bona tercera part de tots els municipis del país. Representen 1,8% de la població del país, però 40% de la superfície (dades del 2015).

## Catalunya del Nord
A la Catalunya del Nord, segons el cens de 2019, hi ha 86 viles de menys de 500 habitants: 4 al Capcir, 12 a la Cerdanya, 39 al Conflent, 20 al Rosselló, 11 al Vallespir. Amb les 23 de la Fenolleda occitana, són 109 municipis dels 226 del departament francès dels Pirineus Orientals. El més petit és Caudiers de Conflent amb 18 habitants, el més gran és Estavar amb 477 habitants. A França, 17.000 o la meitat dels municipis tenen menys de 500 habitants.

## País Valencià
Al País Valencià, dels 542 municipis que compta la regió, n'hi ha 178 en risc de despoblament. S'hi va llançar el programa Agenda Valenciana Antidespoblament (Agenda AVANT) per trobar solucions per atreure-hi nous habitants i millorar-ne els serveis bàsics.

## Balears
A les Illes Balears, el 2022, només hi ha dos municipis amb menys de 500 habitants: Escorca (187) i Estellencs (336).

## Andorra
De les set parròquies d'Andorra, el nivell administratiu equivalent al municipi als altres Països Catalans, cap no té menys de 500 habitants.